# چوراکایوو
چوراکایوو (به لاتین: Churakayevo) یک منطقهٔ مسکونی در روسیه است که در باشقیرستان واقع شده‌است.